# NGC 1527
NGC 1527 (другие обозначения — ESO 201-20, PGC 14526) — линзообразная галактика (SB0) в созвездии Часы.
Этот объект входит в число перечисленных в оригинальной редакции «Нового общего каталога».
В галактике вспыхнула сверхновая SN 2008ge типа Ia, её пиковая видимая звездная величина составила 12,8.